# Hibiscus spartioides
Hibiscus spartioides är en malvaväxtart som beskrevs av Emilio Chiovenda. Hibiscus spartioides ingår i Hibiskussläktet som ingår i familjen malvaväxter. Inga underarter finns listade i Catalogue of Life.